# Groenlandia (cançó)
Groenlandia és una cançó del grup musical espanyol Zombies, inclosa en el seu àlbum d'estudi Extraños Juegos.
La cançó, amb una lletra qualificada a vegades de surrealista, narra la cerca de l'amor en els llocs més variats, inclosos l'illa de Groenlàndia o els anells del planeta Saturn. Segons declaracions del mateix autor, Bernardo Bonezzi, no obstant això, aquesta cerca reiterada al llarg del tema, no es referia a l'amor, sinó al propi sentit de la vida.
Va ser escrita per l'autor quan tan sols comptava tretze anys. El tema, que va gravar la companyia RCA, va suposar el salt cualitiativo de la banda, des dels circuits underground pel cap alt escoltat de la música comercial en ràdio o televisió (com el programa Aplauso de TVE). Tal va ser la seva popularitat en el moment, que arribava a rumorejar-se que es tractava de la sintonia d'un anunci publicitari d'Itàlia.
El grup va gravar un videoclip per a TVE, que es va realitzar en escenaris exteriors a Palma. Entre les versions del tema, cal esmentar les realitzades per La Honorable Sociedad i Bom Bom Chip.
Convertida en un dels temes més recordats de la música pop espanyola en la dècada de 1980, la cançó ha estat qualificada com una de les millors cançons dels primers anys 80, clàssic de la música pop nacional, himne del pop espanyol, himne generacional, himne de la Movida i està inclòs en tots els discos recopilatoris que s'han editat sobre l'anomenada movida madrileña. Fins a l'extrem que va excedir de llarg la pròpia fama del grup o de l'autor, que a la seva defunció, va ser recordat sobretot com l'autor de Groenlandia. El tema ha estat classificat per la revista Rolling Stone en el número 60 de les 200 millors cançons del pop rock espanyol, segons el rànquing publicat en 2010.